# Söderhamns gamla järnvägsstation
 Ej att förväxla med Söderhamns centralstation.

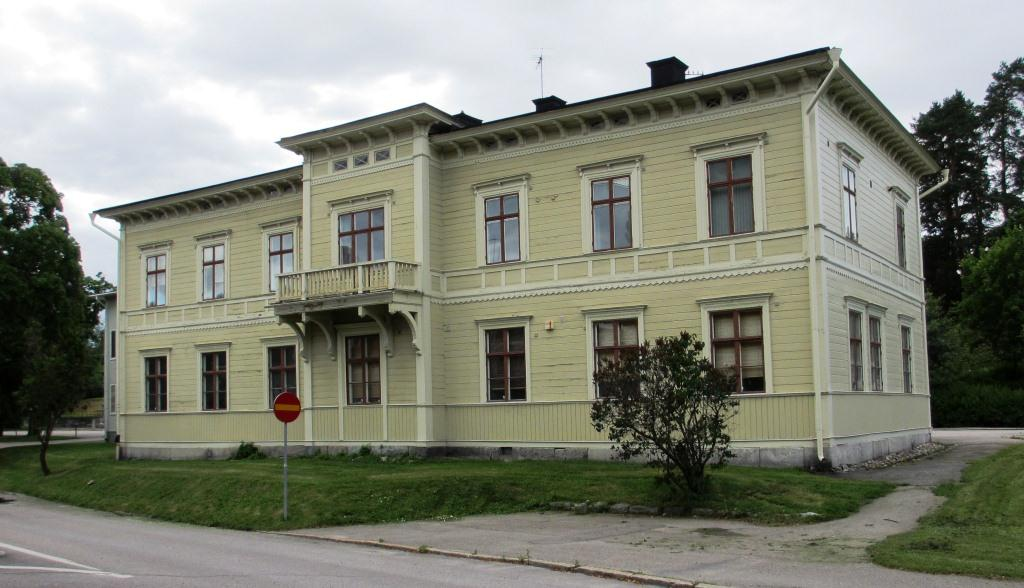
Söderhamns gamla järnvägsstation (2012).

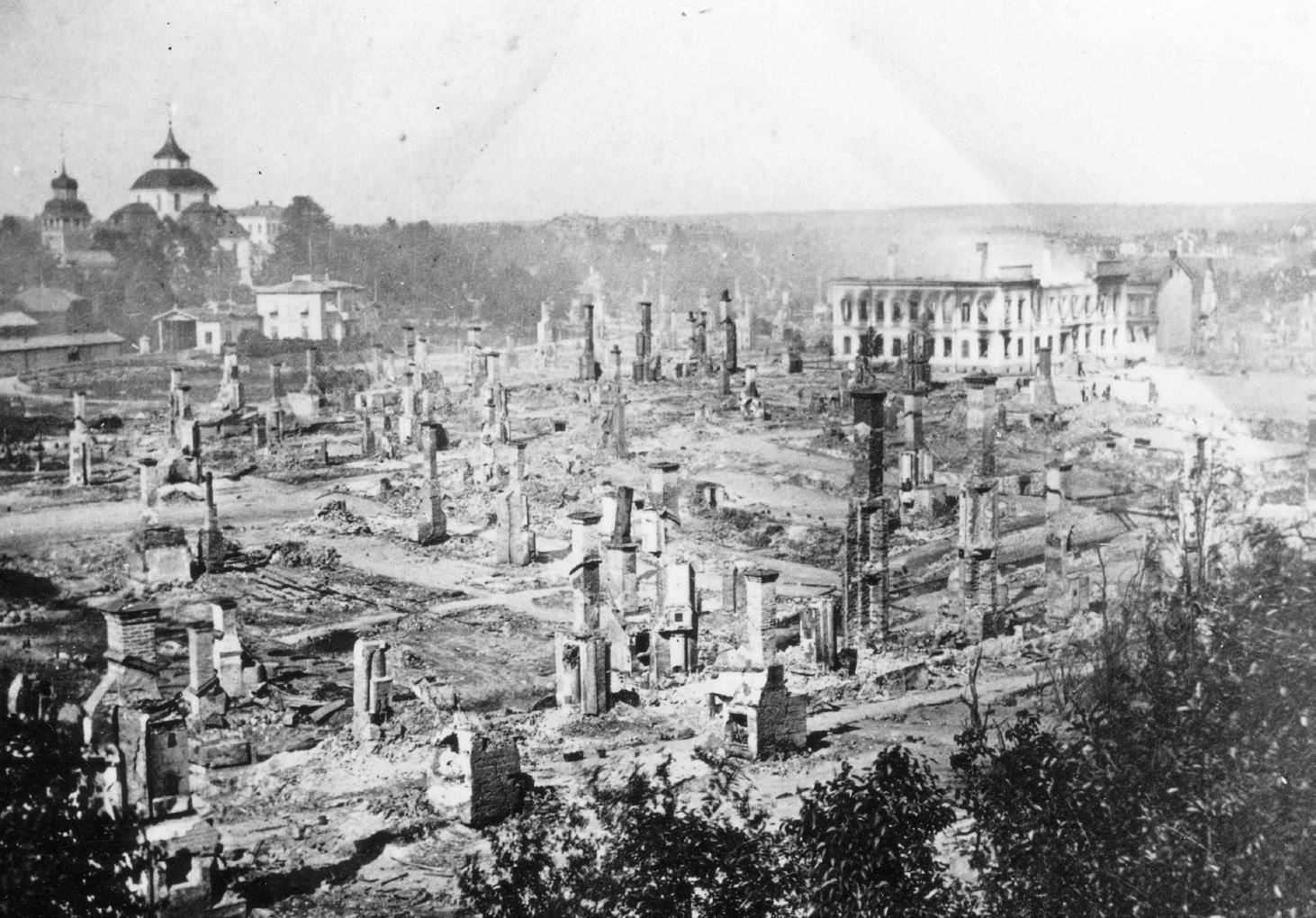
Söderhamn efter stadsbranden 1876. Till vänster syns Ulrika Eleonora kyrka och nedanför denna dåvarande järnvägsstationen.

Söderhamns gamla järnvägsstation uppfördes 1861 som Söderhamns första järnvägsstation för Söderhamns Järnväg, som tillkom som ett resultat av den expansiva industriella utvecklingen av Söderhamnsområdet vid den tiden.
På stationens nordsida fanns en banhall, dit personvagnarna rullade in från huvudspåret som passerade kyrkan och svängde ned mot Söderhamnsån till hamnområdet vid Styrmansgatan. Huset räddades undan stadsbranden 1876 och förlängdes åt båda håll något år senare. År 1886 ersattes Söderhamns Järnväg av statsbanan Kilafors–Söderhamn–Stugsund med ett nytt stationshus söder om ån. 
Den gamla stationen skänktes till Söderhamns stad, som inredde andra våningen till tjänstebostad åt rektor Julius Centerwall. Bottenvåningen blev lokaler åt Söderhamns stads sparbank och Telegrafverket. Banhallen och den västra flygeln revs, medan den östra fanns kvar än in på 1950-talet. I slutet av 1920-talet fanns på bottenvåningen en lägenhet, som beboddes av kamrer Gustaf Backmark, och lokaler åt Sydöstra Hälsinglands domsaga. I mitten av 1930-talet flyttade stadsingenjör Arthur Arnsten in i domsagans lokaler och i slutet av 1940-talet inreddes hela bottenvåningen till byggnadskontor. På 1940-talet hade även läroverket frukostbespisning i några rum på bottenvåningen. Rektorsbostaden uppdelades 1952 i två lägenheter och upphörde användas som tjänstebostad 1959. 
År 1957 byggdes i anslutning till den gamla järnvägsstationen en ny förvaltningsbyggnad, till vilken byggnadskontoret överflyttade. Den gamla byggnaden kom då att inrymma lokaler åt socialbyrån, kulturnämnden, IOGT och Kommunalarbetarförbundet. Under 1960-talet var byggnaden rivningshotad, men kom trots detta att bevaras. År 1968 genomfördes vissa exteriöra förändringar varigenom bland annat dörren på södra sidan ersattes av ett fönster. År 1984 genomgick byggnaden en omfattande restaurering. Tillsammans med Söderhamns rådhus utgör gamla järnvägsstationen de äldsta förvaltningsbyggnaderna i staden och har stort värde för stadsbilden.